# Victoria Libertas Pallacanestro 2023-2024
Questa voce raccoglie le informazioni riguardanti la Victoria Libertas Pallacanestro nelle competizioni ufficiali della stagione 2023-2024.

## Stagione
La stagione 2023-2024 della Victoria Libertas Pallacanestro, sponsorizzata Carpegna Prosciutto, è stata la 65ª nel massimo campionato italiano di pallacanestro, la Serie A.
Dopo 16 anni dal suo ritorno nella massima serie, con la sconfitta subita per mano della Reyer Venezia il 5 maggio 2024 la squadra è ufficialmente retrocessa in A2 insieme a Brindisi.

## Roster
| Carpegna Prosciutto Pesaro 2023-24 | Carpegna Prosciutto Pesaro 2023-24 |
| Giocatori                          | Staff tecnico                      |
| ---------------------------------- | ---------------------------------- |

| N. | Naz.                                       | Ruolo | Nome                  | Anno | Alt.   | Peso   |  |
| -- | ------------------------------------------ | ----- | --------------------- | ---- | ------ | ------ |  |
| 1  | Stati Uniti (bandiera)                     | A     | Markis McDuffie       | 1997 | 203 cm | 95 kg  |  |
| 3  | Stati Uniti (bandiera)                     | PG    | Ray McCallum          | 1991 | 191 cm | 86 kg  |  |
| 4  | Stati Uniti (bandiera) · Kosovo (bandiera) | G     | Scott Bamforth        | 1989 | 188 cm | 86 kg  |  |
| 5  | Stati Uniti (bandiera)                     | A     | Trevon Bluiett        | 1994 | 198 cm | 90 kg  |  |
| 9  | Italia (bandiera)                          | G     | Riccardo Visconti     | 1998 | 197 cm | 84 kg  |  |
| 11 | Stati Uniti (bandiera)                     | PG    | Justin Wright-Foreman | 1997 | 188 cm | 86 kg  |  |
| 12 | Stati Uniti (bandiera)                     | AG    | Quincy Ford           | 1993 | 203 cm | 102 kg |  |
| 13 | Argentina (bandiera) · Italia (bandiera)   | G     | Octavio Maretto       | 2004 | 197 cm |        |  |
| 15 | Italia (bandiera)                          | PG    | Matteo Tambone (C)    | 1994 | 192 cm | 87 kg  |  |
| 18 | Italia (bandiera)                          | P     | Terry Rafael Stable   | 2007 |        |        |  |
| 20 | Italia (bandiera)                          | P     | Andrea Cinciarini     | 1986 | 193 cm | 85 kg  |  |
| 21 | Italia (bandiera)                          | G     | Umberto Stazzonelli   | 2004 | 198 cm |        |  |
| 22 | Italia (bandiera)                          | AG    | Valerio Mazzola       | 1994 | 205 cm | 107 kg |  |
| 25 | Mali (bandiera) · Italia (bandiera)        | C     | Elhadji Fainke        | 2005 | 205 cm |        |  |
| 34 | Germania (bandiera)                        | C     | Gavin Schilling       | 1995 | 206 cm | 107 kg |  |
| 35 | Italia (bandiera)                          | C     | Leonardo Totè         | 1997 | 211 cm | 110 kg |  |
| 51 | Stati Uniti (bandiera)                     | C     | Loudon Love           | 1998 | 205 cm | 118 kg |  |
| 55 | Lituania (bandiera)                        | C     | Egidijus Mockevičius  | 1992 | 208 cm | 108 kg |  |

| Allenatore |
| - Maurizio Buscaglia (fino al 10 gennaio) - Romeo Sacchetti (dal 10 gennaio)                                     |
| Assistente/i |
| - Giacomo Baioni - Giovanni Luminati - Luca Pentucci Legenda - (C) Capitano - (IN) Inattivo - Infortunato Roster |

## Mercato

### Sessione estiva
| Acquisti         | Acquisti        | Acquisti         | Acquisti   |
| R.               | Nome            | da               | Modalità   |
| ---------------- | --------------- | ---------------- | ---------- |
| PG               | Ray McCallum    | Nanterre 92      | definitivo |
| G                | Scott Bamforth  | Breogán          | definitivo |
| A                | Trevon Bluiett  | Dąbrowa Górnicza | definitivo |
| AG               | Quincy Ford     | Alba Fehérvár    | definitivo |
| C                | Gavin Schilling | Konyaspor        | definitivo |
| Altre operazioni |                 |                  |            |
| R.               | Nome            | da               | Modalità   |
|                  |                 |                  |            |

| Cessioni         | Cessioni                   | Cessioni          | Cessioni       |
| R.               | Nome                       | a                 | Modalità       |
| ---------------- | -------------------------- | ----------------- | -------------- |
| P                | Davide Moretti             | Pall. Varese      | fine contratto |
| PG               | Muhammad-Ali Abdur-Rahkman | Darüşşafaka       | fine contratto |
| PG               | Jón Axel Guðmundsson       | Alicante          | fine contratto |
| AP               | Carlos Delfino             |                   | fine contratto |
| A                | Vasilīs Charalampopoulos   | Dinamo Sassari    | fine contratto |
| A                | Pietro Sablich             | Oleggio Basket    | fine contratto |
| AG               | Kwan Cheatham              | Fundación Granada | fine contratto |
| AG               | Austin Daye                |                   | fine contratto |
| C                | Dejan Kravić               | Saragozza         | fine contratto |
| Altre operazioni |                            |                   |                |
| R.               | Nome                       | da                | Modalità       |
|                  |                            |                   |                |

### Dopo l'inizio della stagione
| Acquisti | Acquisti              | Acquisti       | Acquisti         | Acquisti   |
| R.       | Nome                  | da             | Data             | Modalità   |
| -------- | --------------------- | -------------- | ---------------- | ---------- |
| C        | Egidijus Mockevičius  | Wolves         | 27 ottobre 2023  | svincolato |
| P        | Andrea Cinciarini     | Saragozza      | 8 dicembre 2023  | svincolato |
| AG       | Markis McDuffie       | Türk Telekom   | 17 gennaio 2024  | svincolato |
| PG       | Justin Wright-Foreman | Free agent     | 15 febbraio 2024 | svincolato |
| C        | Loudon Love           | Memphis Hustle | 4 aprile 2023    | svincolato |

| Cessioni | Cessioni             | Cessioni          | Cessioni         | Cessioni    |
| R.       | Nome                 | a                 | Data             | Modalità    |
| -------- | -------------------- | ----------------- | ---------------- | ----------- |
| C        | Gavin Schilling      | Free agent        | 3 novembre 2023  | rescissione |
| P        | Ray McCallum         | Karditsas         | 15 dicembre 2023 | rescissione |
| C        | Egidijus Mockevičius | Tainan GH         | 14 febbraio 2024 | rescissione |
| G        | Scott Bamforth       | Fundación Granada | 4 aprile 2024    | rescissione |

## Risultati

### Serie A

#### Stagione regolare
| Arbitri: | Lo Guzzo (Pisa) Galasso (Siena) Noce (Latina) |

|                                                                             |              |                                                                         |
| Christon, Cournooh 11 Gabriel, Bilan 10 Burnell, Della Valle 8              | Punti        | 21 Bluiett 16 Totè 13 Tambone                                           |
| Christon 4                                                                  | Assist       | 4 Bluiett                                                               |
| Bilan, Cobbins 7                                                            | Rimbalzi     | 11 Ford                                                                 |
| Christon 0 Gabriel 1 Bilan 2 Della Valle 8 Petrucelli 11                    | Formazioni   | 3 McCallum 5 Bluiett 12 Ford 15 Tambone 35 Totè                         |
| Burnell 4 Massinburg 5 Tanfoglio 7 Cobbins 20 Cournooh 25 Akele 45 Porto 77 | Sostituzioni | 4 Bamforth 9 Visconti 13 Maretto 18 Stazzonelli 22 Mazzola 34 Schilling |
| Alessandro Magro                                                            | Allenatori   | Maurizio Buscaglia                                                      |

| Arbitri: | Rossi (Arezzo) Grigioni (Roma) Capotorto (Roma) |

|                                                                      |              |                                                                     |
| Bamforth 17 McCallum 15 Totè 11                                      | Punti        | 14 Tucker 13 Simms 11 Brown                                         |
| McCallum 6                                                           | Assist       | 4 Parks                                                             |
| Totè 8                                                               | Rimbalzi     | 9 Tessitori                                                         |
| McCallum 3 Bamforth 4 Bluiett 5 Mazzola 22 Totè 35                   | Formazioni   | 0 Spissu 22 Parks 25 Simms 59 Tucker 00 Tessitori                   |
| Visconti 9 Ford 12 Moretto 13 Tambone 15 Stazzonelli 21 Schilling 34 | Sostituzioni | 7 Casarin 10 De Nicolao 11 O'Connell 23 Brooks 40 Iannuzzi 55 Brown |
| Maurizio Buscaglia                                                   | Allenatori   | Neven Spahija                                                       |

| Arbitri: | Lo Guzzo (Pisa) Bettini (Bologna) Valleriani (Frosinone) |

|                                                                   |              |                                                              |
| Morris 16 Riismaa 9 Bayehe 8                                      | Punti        | 21 Bamforth 16 Bluiett, Tambone 9 Totè                       |
| Mitchell, Morris 3                                                | Assist       | 3 Bamforth, Ford                                             |
| Laszewski 8                                                       | Rimbalzi     | 6 Ford                                                       |
| Morris 1 Laquintana 8 Laszewski 11 Riismaa 13 Johnson 25          | Formazioni   | 3 McCallum 4 Bamforth 5 Bluiett 12 Ford 35 Totè              |
| Mitchell 2 Malaventura 4 Seck 17 Lombardi 21 Bayehe 26 Kyzlink 77 | Sostituzioni | 9 Visconti 13 Maretto 21 Stazzonelli 22 Mazzola 34 Schilling |
| Fabio Corbani                                                     | Allenatori   | Maurizio Buscaglia                                           |

| Arbitri: | Borgioni (Roma) Borgo (Vicenza) Pepponi (Perugia) |

|                                                              |              |                                                                              |
| Totè Tambone 19 Mazzola 15                                   | Punti        | 32 Pinkins 16 Robinson, Rossato 15 Logan                                     |
| Bamforth 7                                                   | Assist       | 8 Robinson                                                                   |
| Totè 7                                                       | Rimbalzi     | 8 Pinkins                                                                    |
| McCallum 3 Bamforth 4 Bluiett 5 Ford 12 Totè 35              | Formazioni   | 12 Pinkins 18 Rossato 22 Robinson 23 Rivers 24 Nunge                         |
| Visconti 9 Tambone 15 Stazzonelli 21 Mazzola 22 Schilling 34 | Sostituzioni | 3 Sangiovanni 4 Lottie 5 Gentile 10 Mouaha 13 De Laurentiis 19 Logan 25 Pini |
| Buscaglia                                                    | Allenatori   | Sacripanti                                                                   |

| Arbitri: | Mazzoni (Grosseto) Nicolini (Palermo) Dori (Venezia) |

|                                                                                |              |                                                           |
| Mirotić 18 Kamagate 15 Lô 14                                                   | Punti        | 20 Totè 15 Bamforth 13 Ford                               |
| Tonut 4                                                                        | Assist       | 10 McCallum                                               |
| Mirotić, Poythress 10                                                          | Rimbalzi     | 13 Ford                                                   |
| Lô 0 Poythress 2 Tonut 7 Hall 22 Mirotić 33                                    | Formazioni   | 2 McCallum 4 Bamforth 5 Bluiett 12 Ford 35 Totè           |
| Bortolani 3 Pangos 5 Garavaglia 6 Kamagate 14 Ricci 17 Flaccadori 21 Caruso 30 | Sostituzioni | 9 Visconti 15 Tambone 21 Stazzonelli 22 Mazzola 25 Fainke |
| Ettore Messina                                                                 | Allenatori   | Maurizio Buscaglia                                        |

| Arbitri: | Begnis (Cremona) Borgioni (Pisa) Lucotti (Milano) |

|                                                                           |              |                                                                           |
| Bluiett 19 Totè 14 Ford 12                                                | Punti        | 25 Jaworski 16 Owens 15 Zubčić                                            |
| Bamforth 6                                                                | Assist       | 6 Ennis                                                                   |
| Zubčić 10                                                                 | Rimbalzi     | 9 Ford                                                                    |
| McCallum 3 Bamforth 4 Bluiett 5 Ford 12 Totè 35                           | Formazioni   | 1 Zubčić 2 Ennis 3 Jaworski 11 Owens 24 Sokołowski                        |
| Visconti 9 Maretto 13 Tambone 15 Stazzonelli 21 Mazzola 22 Mockevičius 55 | Sostituzioni | 0 Pullen 5 De Nicolao 10 Sinagra 25 Lever 35 Bamba 44 Dut Biar 73 Ebeling |
| Buscaglia                                                                 | Allenatori   | Igor Miličić                                                              |

| Arbitri: | Giovannetti (Terni) Perciavalle (Torino) Capotorto (Roma) |

|                                                                        |              |                                                                            |
| Bamforth 19 Visconti 14 Bluiett 13                                     | Punti        | 21 Daum 20 Weems 18 Dowe                                                   |
| Tambone 5                                                              | Assist       | 5 Dowe                                                                     |
| Ford 7                                                                 | Rimbalzi     | 15 Daum                                                                    |
| McCallum 3 Bamforth 4 Bluiett 5 Mazzola 22 Totè 35                     | Formazioni   | 5 Dowe 7 Candi 24 Daum 34 Weems 43 Radošević                               |
| Visconti 9 Ford 12 Maretto 13 Tambone 15 Stazzonelli 21 Mockevičius 55 | Sostituzioni | 4 Baldi 10 Errica 12 Strautiņš 13 Baldasso 20 Severini 21 Basile 35 Thomas |
| Maurizio Buscaglia                                                     | Allenatori   | Marco Ramondino                                                            |

| Arbitri: | Paternicò (Enna) Nicolini (Palermo) Catani (Pescara) |

|                                                                        |              |                                                                        |
| McCullough, Zanotti 17 Eboua, Golden, Zegarowski 12 Denegri, Pecchia 9 | Punti        | 17 Bamforth 11 Bluiett 10 Tambone, Totè                                |
| Pecchia 8                                                              | Assist       | 5 Tambone                                                              |
| Pecchia, Zanotti 9                                                     | Rimbalzi     | 10 Ford                                                                |
| Adrian 1 Pecchia 6 Denegri 11 McCullough 22 Golden 33                  | Formazioni   | 3 McCallum 4 Bamforth 5 Bluiett 22 Mazzola 35 Totè                     |
| Zegarowski 3 Lacey 13 Piccoli 14 Zanotti 41 Paul Eboua 00              | Sostituzioni | 9 Visconti 12 Ford 13 Maretto 15 Tambone 21 Stazzonelli 55 Mockevičius |
| Demis Cavina                                                           | Allenatori   | Maurizio Buscaglia                                                     |

| Arbitri: | Lanzarini (Bologna) Valzani (Milano) Noce (Latina) |

|                                                                          |              |                                                                       |
| Bamforth 23 Totè 22 McCallum, Tambone 12                                 | Punti        | 16 Olisevičius 14 Zanelli 13 Paulicap                                 |
| Tambone 8                                                                | Assist       | 4 Mezzanotte, Olisevičius                                             |
| Mazzola 9                                                                | Rimbalzi     | 10 Paulicap                                                           |
| Bamforth 4 Bluiett 5 Tambone 15 Mazzola 22 Totè 35                       | Formazioni   | 7 Harrison 12 Robinson 25 Allen 31 Olisevičius 33 Paulicap            |
| McCallum 3 Visconti 9 Maretto 13 Stazzonelli 21 Fainke 25 Mockevičius 55 | Sostituzioni | 0 Bowman 4 De Marchi 10 Faggian 15 Scandiuzzi 24 Mezzanotte 29 Camara |
| Maurizio Buscaglia                                                       | Allenatori   | Francesco Vitucci                                                     |

| Arbitri: | Baldini (Firenze) Borgioni (Roma) Pepponi (Perugia) |

|                                                                      |              |                                                                          |
| Hervey 29 Galloway 18 Weber 13                                       | Punti        | 15 Totè 13 Visconti 11 Bluiett                                           |
| Weber 7                                                              | Assist       | 4 Bamforth, McCallum                                                     |
| Hervey 10                                                            | Rimbalzi     | 8 Mockevičius, Totè                                                      |
| Weber 2 Hervey 7 Galloway 9 Faye 11 Vitali 31                        | Formazioni   | 4 Bamforth 5 Bluiett 15 Tambone 22 Mazzola 35 Totè                       |
| Camara 4 Cipolla 6 Smith 15 Uglietti 16 Atkins 18 Grant 44 Chillo 51 | Sostituzioni | 3 McCallum 9 Visconti 13 Maretto 21 Stazzonelli 25 Fainke 55 Mockevičius |
| Dimitrios Priftis                                                    | Allenatori   | Maurizio Buscaglia                                                       |

| Arbitri: | Attard (Siracusa) Nicolini (Palermo) Gonella (Genova) |

|                                                                        |              |                                                                |
| Bamforth 19 Visconti 11 Tambone 9                                      | Punti        | 17 Hubb 14 Baldwin 12 Biligha                                  |
| McCallum 6                                                             | Assist       | 4 Hubb                                                         |
| Totè 10                                                                | Rimbalzi     | 9 Baldwin                                                      |
| Bamforth 4 Bluiett 5 Tambone 15 Mazzola 22 Totè 35                     | Formazioni   | 3 Hubb 7 Niang 19 Biligha 24 Gražulis 44 Baldwin               |
| McCallum 3 Visconti 9 Ford 12 Maretto 13 Stazzonelli 21 Mockevičius 55 | Sostituzioni | 1 Ellis 2 Stephens 4 Alviti 8 Conti 10 Forray 11 Cooke 17 Udom |
| Maurizio Buscaglia                                                     | Allenatori   | Paolo Galbiati                                                 |

| Arbitri: | Rossi (Arezzo) Perciavalle (Torino) Lucotti (Milano) |

|                                                                                |              |                                                                        |
| Moore 24 Willis 19 Ogbeide 12                                                  | Punti        | 19 Visconti 14 Ford 12 Bamforth, Totè                                  |
| Moore 7                                                                        | Assist       | 10 Cinciarini                                                          |
| Wheatle 12                                                                     | Rimbalzi     | 7 Mockevičius                                                          |
| Willis 0 Moore 8 Wheatle 24 Hawkins 33 Ogbeide 34                              | Formazioni   | 4 Bamforth 5 Bluiett 20 Cinciarini 22 Mazzola 35 Totè                  |
| Della Rosa 2 Blakes 4 Dembelè 11 Biagini 14 Saccaggi 15 Del Chiaro 16 Stoch 19 | Sostituzioni | 9 Visconti 12 Ford 13 Maretto 15 Tambone 21 Stazzonelli 55 Mockevičius |
| Nicola Brienza                                                                 | Allenatori   | Maurizio Buscaglia                                                     |

| Arbitri: | Begnis (Cremona) Quarta (Torino) Pepponi (Perugia) |

|                                                                        |              |                                                                |
| Bamforth 23 Cinciarini, Totè 16 Ford 8                                 | Punti        | 26 Mannion 15 Brown 12 Librizzi, McDermott                     |
| Bamforth 8                                                             | Assist       | 4 Woldetensae                                                  |
| Cinciarini, Totè 7                                                     | Rimbalzi     | 10 Spencer                                                     |
| Bamforth 4 Bluiett 5 Cinciarini 20 Mazzola 22 Totè 35                  | Formazioni   | 4 Mannion 7 Spencer 21 Hanlan 22 McDermott 44 Brown            |
| Visconti 9 Ford 12 Maretto 13 Tambone 15 Stazzonelli 21 Mockevičius 55 | Sostituzioni | 1 Young 6 Ulaneo 8 Woldetensae 10 Zhao 13 Librizzi 18 Virginio |
| Maurizio Buscaglia                                                     | Allenatori   | Tom Bialaszewski                                               |

| Arbitri: | Bongiorni (Pisa) Galasso (Siena) Valleriani (Frosinone) |

|                                                                               |              |                                                          |
| Shengelia 22 Polonara 11 Belinelli 10                                         | Punti        | 16 Totè 15 Bluiett 11 Cinciarini                         |
| Hackett, Shengelia 4                                                          | Assist       | 9 Cinciarini                                             |
| Polonara 9                                                                    | Rimbalzi     | 8 Cinciarini                                             |
| Belinelli 3 Pajola 6 Dunston 42 Abass 55 Cordinier 00                         | Formazioni   | 9 Visconti 12 Ford 15 Tambone 20 Cinciarini 35 Totè      |
| Lundberg 1 Dobrić 13 Mascolo 14 Shengelia 21 Hackett 23 Menalo 24 Polonara 33 | Sostituzioni | 5 Bluiett 13 Maretto 21 Stazzonelli 22 Mazzola 25 Fainke |
| Luca Banchi                                                                   | Allenatori   | Maurizio Buscaglia                                       |

| Arbitri: | Attard (Siracusa) Bartoli (Trieste) Valzani (Milano) |

|                                                                |              |                                                                             |
| Visconti 19 Cinciarini 11 Ford, Mockevičius 9                  | Punti        | 26 Tyree 12 Charalampopoulos, Gombauld, Jefferson 5 McKinnie                |
| Cinciarini 7                                                   | Assist       | 4 Cappelletti                                                               |
| Mockevičius 9                                                  | Rimbalzi     | 12 Charalampopoulos                                                         |
| Bluiett 5 Ford 12 Tambone 15 Cinciarini 20 Totè 35             | Formazioni   | 5 Tyree 6 Krušlin 26 Gombauld 30 Jefferson 33 Charalampopoulos              |
| Visconti 9 Maretto 13 Stazzonelli 21 Mazzola 22 Mockevičius 55 | Sostituzioni | 0 Cappelletti 3 Treier 13 Raspino 21 Gandini 22 Gentile 25 Diop 28 McKinnie |
| Maurizio Buscaglia                                             | Allenatori   | Piero Bucchi                                                                |

| Arbitri: | Lo Guzzo (Pisa) Grigioni (Roma) Catani (Pescara) |

|                                                                        |              |                                                                |
| Brown 17 Pullen 15 Ennis, Lever 13                                     | Punti        | 15 Ford, Totè 14 Bluiett 9 Cinciarini, Mazzola                 |
| De Nicolao 7                                                           | Assist       | 7 Cinciarini                                                   |
| Zubčić 7                                                               | Rimbalzi     | 9 Totè                                                         |
| Zubčić 1 De Nicolao 5 Owens 11 Brown 22 Sokołowski 24                  | Formazioni   | 5 Bluiett 12 Ford 13 Maretto 20 Cinciarini 35 Totè             |
| Pullen 0 Ennis 2 Lever 25 Bamba 35 Dut Biar 44 Saccoccia 55 Ebeling 73 | Sostituzioni | 9 Visconti 15 Tambone 21 Stazzonelli 22 Mazzola 55 Mockevičius |
| Igor Miličić                                                           | Allenatori   | Romeo Sacchetti                                                |

| Arbitri: | Mazzoni (Grosseto) Bongiorni (Pisa) Borgo (Vicenza) |

|                                                                           |              |                                                                         |
| Bluiett 14 Visconti 11 Maretto 9                                          | Punti        | 17 Shields 11 Hall 10 Flaccadori, Hines, Melli                          |
| Bluiett, Visconti 3                                                       | Assist       | 4 Flaccadori                                                            |
| Ford 7                                                                    | Rimbalzi     | 7 Tonut, Voigtmann                                                      |
| Bluiett 5 Ford 12 Maretto 13 Cinciarini 20 Totè 35                        | Formazioni   | 2 Poythress 9 Melli 13 Napier 21 Flaccadori 22 Hall                     |
| Bamforth 4 Visconti 9 Tambone 15 Stazzonelli 21 Mazzola 22 Mockevičius 55 | Sostituzioni | 3 Bortolani 7 Tonut 17 Ricci 30 Caruso 31 Shields 42 Hines 77 Voigtmann |
| Romeo Sacchetti                                                           | Allenatori   | Ettore Messina                                                          |

| Arbitri: | Begnis (Cremona) Perciavalle (Torino) Dori (Venezia) |

|                                                                       |              |                                                                             |
| Ford 18 Bluiett 15 Bamforth, McDuffie 13                              | Punti        | 25 Bartley 19 Sneed 14 Laquintana                                           |
| Bamforth 4                                                            | Assist       | 4 Bartley                                                                   |
| Ford 9                                                                | Rimbalzi     | 12 Sneed                                                                    |
| Bamforth 4 Bluiett 5 Ford 12 Cinciarini 20 Totè 35                    | Formazioni   | 1 Morris 10 Sneed 21 Lombardi 26 Bayehe 30 Senglin                          |
| McDuffie 1 Visconti 9 Moretto 13 Tambone 15 Mazzola 22 Mockevičius 55 | Sostituzioni | 4 Malaventura 8 Laquintana 9 Buttiglione 11 Laszewski 13 Riismaa 24 Bartley |
| Romeo Sacchetti                                                       | Allenatori   | Dragan Šakota                                                               |

| Arbitri: | Sahin (Messina) Paglialunga (Taranto) Bettini (Bologna) |

|                                                                           |              |                                                                      |
| Gentile 22 Nunge, Rivers 13 Gamble, Robinson 10                           | Punti        | 17 Bluiett 14 Cinciarini 13 McDuffie                                 |
| Robinson 8                                                                | Assist       | 7 Cinciarini                                                         |
| Pinkins, Rivers 8                                                         | Rimbalzi     | 6 Ford                                                               |
| Mouaha 10 Pinkins 12 Robinson 22 Rivers 23 Gamble 45                      | Formazioni   | 1 McDuffie 4 Bamforth 12 Ford 20 Cinciarini 35 Totè                  |
| Sangiovanni 3 Blakes 4 Gentile 5 Rossato 18 Nunge 24 Pini 25 Cavaliere 00 | Sostituzioni | 5 Bluiett 9 Visconti 13 Maretto 15 Tambone 22 Mazzola 55 Mockevičius |
| Matteo Boniciolli                                                         | Allenatori   | Romeo Sacchetti                                                      |

| Arbitri: | Borgioni (Roma) Gonella (Genova) Capotorto (Roma) |

|                                                           |              |                                                                      |
| Brown 18 Hanlan 17 Mannion, Moretti 12                    | Punti        | 16 McDuffie 14 Bluiett, Cinciarini 12 Ford                           |
| Mannion 8                                                 | Assist       | 8 Bamforth                                                           |
| Spencer 12                                                | Rimbalzi     | 9 Ford, McDuffie                                                     |
| Mannion 4 Spencer 7 Hanlan 21 McDermott 22 Brown 44       | Formazioni   | 1 McDuffie 4 Bamforth 12 Ford 20 Cinciarini 35 Totè                  |
| Ulaneo 6 Woldetensae 8 Moretti 11 Librizzi 13 Virginio 18 | Sostituzioni | 5 Bluiett 9 Visconti 13 Moretto 15 Tambone 22 Mazzola 55 Mockevičius |
| Tom Bialaszewski                                          | Allenatori   | Romeo Sacchetti                                                      |

| Arbitri: | Paternicò (Enna) Borgioni (Pisa) Dori (Venezia) |

|                                                                       |              |                                                                              |
| Wright-Foreman 25 Totè 21 Bluiett 15                                  | Punti        | 21 Petrucelli 15 Massinburg 12 Bilan                                         |
| Cinciarini 7                                                          | Assist       | 6 Christon                                                                   |
| Ford 8                                                                | Rimbalzi     | 9 Bilan                                                                      |
| McDuffie 1 Bamforth 4 Bluiett 5 Cinciarini 20 Totè 35                 | Formazioni   | 0 Christon 2 Bilan 8 Della Valle 11 Petrucelli 45 Akele                      |
| Visconti 9 Wright-Foreman 11 Ford 12 Maretto 13 Tambone 15 Mazzola 22 | Sostituzioni | 1 Gabriel 4 Burnell 5 Massinburg 7 Tanfoglio 20 Cobbins 25 Cournooh 77 Porto |
| Romeo Sacchetti                                                       | Allenatori   | Alessandro Magro                                                             |

| Arbitri: | Lo Guzzo (Pisa) Nicolini (Palermo) Galasso (Siena) |

|                                                      |              |                                                                       |
| Baldwin 25 Biligha 16 Alviti 15                      | Punti        | 21 Bamforth 20 Wright-Foreman 12 Totè                                 |
| Mooney 10                                            | Assist       | 8 Cinciarini                                                          |
| Cooke 7                                              | Rimbalzi     | 4 Totè                                                                |
| Niang 7 Biligha 19 Gražulis 24 Mooney 31 Baldwin 44  | Formazioni   | 1 McDuffie 4 Bamforth 5 Bluiett 20 Cinciarini 35 Totè                 |
| Hubb 3 Alviti 4 Conti 8 Forray 10 Cooke 11 Diarra 13 | Sostituzioni | 9 Visconti 11 Wright-Foreman 12 Ford 13 Moretto 15 Tambone 22 Mazzola |
| Paolo Galbiati                                       | Allenatori   | Romeo Sacchetti                                                       |

| Arbitri: | Mazzoli (Grosseto) Perciavalle (Torino) Quarta (Torino) |

|                                                                |              |                                                                         |
| McDuffie 23 Cinciarini 19 Totè 13                              | Punti        | 18 Belinelli 16 Mickey, Shengelia 15 Lundberg                           |
| Cinciarini 8                                                   | Assist       | 5 Pajola                                                                |
| Mazzola 11                                                     | Rimbalzi     | 10 Shengelia                                                            |
| Bluiett 5 Wright-Foreman 11 Cinciarini 20 Mazzola 22 Totè 35   | Formazioni   | 3 Belinelli 6 Pajola 21 Shengelia 25 Mickey 00 Cordinier                |
| McDuffie 1 Bamforth 4 Visconti 9 Ford 12 Maretto 13 Tambone 15 | Sostituzioni | 1 Lundberg 13 Dobrić 14 Mascolo 24 Menalo 33 Polonara 41 Žižić 55 Abass |
| Romeo Sacchetti                                                | Allenatori   | Luca Banchi                                                             |

| Arbitri: | Paternico (Enna) Borgo (Vicenza) Catani (Pescara) |

|                                                                      |              |                                                                        |
| McDuffie 24 Bamforth 13 Tambone 11                                   | Punti        | 16 Smith 15 Galloway 14 Faye                                           |
| Bamforth, Tambone 3                                                  | Assist       | 4 Uglietti                                                             |
| McDuffie 8                                                           | Rimbalzi     | 10 Black                                                               |
| Justin Wright-Foreman 11 Tambone 15 Cinciarini 20 Mazzola 22 Totè 35 | Formazioni   | 2 Weber 9 Galloway 11 Faye 31 Vitali 51 Chillo                         |
| McDuffie 1 Bamforth 4 Bluiett 5 Visconti 9 Ford 12 Maretto 13        | Sostituzioni | 4 Bonaretti 6 Cipolla 15 Smith 16 Uglietti 18 Atkins 28 Black 44 Grant |
| Romeo Sacchetti                                                      | Allenatori   | Dimitris Priftis                                                       |

| Arbitri: | Attard (Siracusa) Bartoli (Trieste) Valleriani (Frosinone) |

|                                                                                   |              |                                                                      |
| Bowman 21 Paulicap 17 Harrison 14                                                 | Punti        | 17 McDuffie 14 Cinciarini 11 Mazzola, Wright-Foreman                 |
| Bowman 5                                                                          | Assist       | 6 Cinciarini                                                         |
| Paulicap 8                                                                        | Rimbalzi     | 9 McDuffie                                                           |
| Bowman 0 Robinson 12 Allen 25 Olisevičius 31 Paulicap 33                          | Formazioni   | 1 McDuffie 4 Bamfort 5 Bluiett 20 Cinciarini 22 Mazzola              |
| Zanelli 6 Harrison 7 Torresani 9 Faggian 10 Scandiuzzi 15 Mezzanotte 24 Camara 29 | Sostituzioni | 9 Visconti 11 Wright-Foreman 12 Ford 13 Maretto 15 Tambone 25 Fainke |
| Francesco Vitucci                                                                 | Allenatori   | Romeo Sacchetti                                                      |

| Arbitri: | Borgioni (Roma) Bartolomeo (Brindisi) Paglialunga (Taranto) |

|                                                                           |              |                                                                 |
| Breein 22 McKinnie 19 Gombauld 12                                         | Punti        | 18 Wright-Foreman 16 Bluiett 15 Mazzola                         |
| Cappelletti, Krušlin, Jefferson, Charalampopoulos 4                       | Assist       | 6 Cinciarini                                                    |
| McKinnie 7                                                                | Rimbalzi     | 7 Cinciarini                                                    |
| Tyree 5 Krušlin 6 Gombauld 26 Jefferson 30 Charalampopoulos 33            | Formazioni   | 1 McDuffie 5 Bluiett 11 Wright-Foreman 20 Cinciarini 22 Mazzola |
| Cappelletti 0 Pisano 2 Treier 3 Raspino 13 Gandini 21 Diop 25 McKinnie 28 | Sostituzioni | 9 Visconti 12 Ford 13 Maretto 15 Tambone 25 Fainke              |
| Nenad Marković                                                            | Allenatori   | Romeo Sacchetti                                                 |

| Arbitri: | Giovannetti (Terni) Perciavalle (Torino) Dori (Venezia) |

|                                                                 |              |                                                                      |
| Mazzola 17 Wright-Foreman 16 McDuffie 11                        | Punti        | 18 Ogbeide 17 Willis 15 Moore                                        |
| Cinciarini 8                                                    | Assist       | 8 Moore                                                              |
| McDuffie 9                                                      | Rimbalzi     | 9 Ogbeide                                                            |
| McDuffie 1 Bluiett 5 Wright-Foreman 11 Cinciarini 20 Mazzola 22 | Formazioni   | 0 Willis 8 Moore 15 Saccaggi 33 Hawkins 34 Ogbeide                   |
| Visconti 9 Ford 12 Maretto 13 Tambone 15 Fainke 25 Love 51      | Sostituzioni | 2 Della Rosa 12 Metsla 16 Del Chiaro 19 Dembelé 23Varnado 24 Wheatle |
| Romeo Sacchetti                                                 | Allenatori   | Nicola Brienza                                                       |

| Arbitri: | Lanzarini (Bologna) Gonella (Genova) Galasso (Siena) |

|                                                                        |              |                                                                 |
| Baldasso 23 Obasohan 14 Dowe 13                                        | Punti        | 22 McDuffie 14 Cinciarini, Wright-Foreman 11 Visconti           |
| Obasohan 7                                                             | Assist       | 7 Cinciarini                                                    |
| Obasohan, Weems 8                                                      | Rimbalzi     | 5 Ford                                                          |
| Ross 4 Strautiņš 12 Severini 20 Obasohan 32 Thomas 35                  | Formazioni   | 1 McDuffie 5 Bluiett 11 Wright-Foreman 20 Cinciarini 22 Mazzola |
| Zerini 0 Dowe 5 Candi 7 Tavernelli 8 Baldasso 13 Weems 34 Radošević 43 | Sostituzioni | 9 Visconti 12 Ford 13 Maretto 15 Tambone 25 Fainke 51 Love      |
| Walter De Raffaele                                                     | Allenatori   | Romeo Sacchetti                                                 |

| Arbitri: | Baldini (Firenze) Quarta (Torino) Nicolini (Palermo) |

|                                                                |              |                                                      |
| Tambone 24 Wright-Foreman 15 Cinciarini 14                     | Punti        | 21 Eboua 16 McCullough 10 Pecchia                    |
| Cinciarini 7                                                   | Assist       | 7 Davis                                              |
| Cinciarini 11                                                  | Rimbalzi     | 7 Golden, Pecchia                                    |
| McDuffie 1 Bluiett 5 Tambone 15 Cinciarini 20 Mazzola 22       | Formazioni   | 5 Davis 6 Pecchia 22 McCullough 33 Golden 00 Eboua   |
| Visconti 9 Wright-Foreman 11 Ford 12 Maretto 13 Loudon Love 51 | Sostituzioni | 10 Vecchiola 12 Galli 13 Lacey 14 Piccoli 41 Zanotti |
| Romeo Sacchetti                                                | Allenatori   | Demis Cavina                                         |

| Arbitri: | Giovannetti (Terni) Borgioni (Roma) Valleriani (Frosinone) |

|                                                                               |              |                                                                |
| Simms 21 Parks 17 Casarin 12                                                  | Punti        | 21 McDuffie 20 Wright-Foreman 19 Bluiett                       |
| De Nicolao 4                                                                  | Assist       | 6 Cinciarini                                                   |
| Kabengele 12                                                                  | Rimbalzi     | 5 Bluiett, Love, McDuffie, Wright-Foreman                      |
| Spissu 0 Casarin 7 Kabengele 21 Simms 25 Tucker 59                            | Formazioni   | 1 McDuffie 5 Bluiett 15 Tambone 20 Cinciarini 22 Mazzola       |
| Heidegger 3 De Nicolao 10 Parks 22 Brooks 23 Wiltjer 33 Vanin 45 Tessitori 00 | Sostituzioni | 9 Visconti 11 Wright-Foreman 12 Ford 18 Stable 35 Totè 51 Love |
| Neven Spahija                                                                 | Allenatori   | Romeo Sacchetti                                                |

Classificandosi al 15º posto in classifica al termine della regular season, la VL Pesaro è retrocessa in Serie A2.

## Statistiche
Dati aggiornati al 5 maggio 2024.

### Statistiche di squadra
| Competizione | Punti | In casa | In casa | In casa | In casa | In casa | In trasferta | In trasferta | In trasferta | In trasferta | In trasferta | Totale | Totale | Totale | Totale | Totale | Totale |
| Competizione | Punti | G       | V       | P       | Ptf     | Pts     | G            | V            | P            | Ptf          | Pts          | G      | V      | P      | Ptf    | Pts    | Diff.  |
| ------------ | ----- | ------- | ------- | ------- | ------- | ------- | ------------ | ------------ | ------------ | ------------ | ------------ | ------ | ------ | ------ | ------ | ------ | ------ |
| Serie A      | 20    | 15      | 6       | 9       | 1231    | 1297    | 15           | 4            | 11           | 1186         | 1329         | 30     | 10     | 20     | 2417   | 2626   | -209   |
| Totale       | -     | 15      | 6       | 9       | 1231    | 1297    | 15           | 4            | 11           | 1186         | 1329         | 30     | 10     | 20     | 2417   | 2626   | -209   |

### Statistiche individuali

#### Lega Serie A
Fonte: legabasket.it
|                   |    |      |    |     | Falli | Falli | Tiri da 2 | Tiri da 2 | Tiri da 2 | Tiri da 3 | Tiri da 3 | Tiri da 3 | Tiri liberi | Tiri liberi | Tiri liberi | Rimbalzi | Rimbalzi | Stoppate | Stoppate | Palle | Palle |     |      |
| Giocatore         | PG | PUN  | SF | MIN | C     | S     | R         | T         | %         | R         | T         | %         | R           | T           | %           | O        | D        | D        | S        | P     | R     | Ass | +/-  |
| ----------------- | -- | ---- | -- | --- | ----- | ----- | --------- | --------- | --------- | --------- | --------- | --------- | ----------- | ----------- | ----------- | -------- | -------- | -------- | -------- | ----- | ----- | --- | ---- |
| T. Bluiett        | 30 | 307  | 26 | 751 | 58    | 58    | 44        | 85        | 51.8      | 60        | 140       | 42.9      | 39          | 55          | 70.9        | 29       | 61       | 1        | 4        | 31    | 21    | 45  | -158 |
| A. Cinciarini     | 19 | 179  | 19 | 550 | 49    | 68    | 49        | 98        | 50.0      | 13        | 62        | 21.0      | 42          | 57          | 73.7        | 27       | 75       | 0        | 6        | 37    | 35    | 122 | -108 |
| Q. Ford           | 28 | 176  | 12 | 625 | 68    | 38    | 47        | 95        | 49.5      | 22        | 68        | 32.4      | 16          | 28          | 57.1        | 33       | 109      | 14       | 5        | 26    | 37    | 33  | -72  |
| L. Love           | 4  | 24   | 0  | 63  | 1     | 4     | 11        | 18        | 61.1      | 0         | 0         | 0.0       | 2           | 4           | 50.0        | 3        | 8        | 2        | 0        | 3     | 1     | 2   | -5   |
| O. Maretto        | 6  | 16   | 2  | 36  | 4     | 2     | 4         | 6         | 66.7      | 2         | 3         | 66.7      | 2           | 2           | 100         | 0        | 1        | 0        | 1        | 3     | 1     | 1   | -37  |
| V. Mazzola        | 30 | 168  | 16 | 557 | 73    | 35    | 25        | 43        | 58.1      | 30        | 78        | 38.5      | 28          | 41          | 68.3        | 10       | 75       | 5        | 2        | 15    | 16    | 13  | -146 |
| M. McDuffie       | 13 | 212  | 10 | 401 | 23    | 48    | 58        | 123       | 47.2      | 14        | 44        | 31.8      | 54          | 64          | 84.4        | 30       | 52       | 5        | 9        | 11    | 19    | 21  | -38  |
| T.R. Stable       | 1  | 2    | 0  | 3   | 0     | 0     | 1         | 1         | 100       | 0         | 0         | 0.0       | 0           | 0           | 0.0         | 0        | 0        | 0        | 0        | 0     | 0     | 1   | +6   |
| U. Stazzonelli    | 4  | 0    | 0  | 13  | 4     | 0     | 0         | 3         | 0.0       | 0         | 1         | 0.0       | 0           | 0           | 0.0         | 0        | 0        | 0        | 2        | 1     | 0     | 0   | +1   |
| M. Tambone        | 29 | 216  | 9  | 694 | 89    | 47    | 39        | 92        | 42.4      | 37        | 111       | 33.3      | 27          | 32          | 84.4        | 10       | 55       | 0        | 5        | 45    | 16    | 69  | -104 |
| L. Totè           | 25 | 315  | 24 | 592 | 64    | 96    | 118       | 224       | 52.7      | 0         | 8         | 0.0       | 79          | 112         | 70.5        | 48       | 75       | 21       | 10       | 60    | 15    | 23  | -90  |
| R. Visconti       | 29 | 211  | 1  | 495 | 71    | 61    | 28        | 62        | 45.2      | 35        | 109       | 32.1      | 50          | 57          | 87.7        | 10       | 38       | 4        | 4        | 25    | 13    | 28  | -29  |
| J. Wright-Foreman | 10 | 153  | 5  | 247 | 21    | 33    | 42        | 72        | 58.3      | 15        | 53        | 28.3      | 24          | 28          | 85.7        | 4        | 17       | 0        | 7        | 24    | 6     | 16  | -40  |
| S. Bamforth       | 21 | 287  | 18 | 573 | 57    | 77    | 42        | 87        | 48.3      | 49        | 117       | 41.9      | 56          | 60          | 93.3        | 13       | 51       | 0        | 9        | 44    | 20    | 77  | -111 |
| R. McCallum       | 11 | 92   | 8  | 255 | 14    | 24    | 33        | 65        | 50.8      | 4         | 18        | 22.2      | 14          | 20          | 70.0        | 7        | 17       | 2        | 8        | 14    | 5     | 47  | -30  |
| E. Mockevičius    | 13 | 52   | 0  | 160 | 13    | 19    | 22        | 39        | 56.4      | 0         | 0         | 0.0       | 8           | 12          | 66.7        | 19       | 46       | 2        | 4        | 7     | 4     | 3   | -52  |
| G. Schilling      | 4  | 7    | 0  | 35  | 13    | 5     | 2         | 7         | 28.6      | 0         | 0         | 0.0       | 3           | 4           | 75.0        | 2        | 5        | 0        | 1        | 10    | 0     | 1   | -32  |
| Totale            | 30 | 2417 | -  | -   | 628   | 615   | 565       | 1120      | 50.4      | 281       | 812       | 34.6      | 444         | 576         | 77.1        | 272      | 717      | 56       | 77       | 350   | 209   | 501 | -209 |